# Zinkboraat
Zinkboraat is de aanduiding voor een verzameling verwante anorganische verbindingen van zink en boraat. Zinkboraat vormt een wit kristallijn of amorf poeder dat praktisch onoplosbaar is in water. De giftigheid is laag.

## Variaties
Van zinkboraat bestaan verschillende varianten, die van elkaar verschillen in de verhouding zink/boor en de hoeveelheid kristalwater:
- Zinkboraat Firebrake ZB ({\displaystyle {\ce {(ZnO)4.(B2O)6.7H2O}}}[2])
- Zinkboraat Firebrake 500 (2 ZnO · 3 B2O3)
- Zinkboraat Firebrake 415 (4 ZnO · B2O3 · H2O)
- ZB-467 (4 ZnO · 6 B2O3 · 7 H2O)
- ZB-223 (2 ZnO · 2 B2O3 · 3 H2O)

De gehydrateerde varianten verliezen water tussen 290–415 °C. Hierdoor is het smeltpunt voor alle verbindingen uiteindelijk ongeveer 980 °C

## Toepassingen
Zinkboraat wordt voornamelijk als vlamvertrager gebruikt. Daarnaast vindt het vindt ook toepassing in verven, lijmen en pigmenten.
- Zinkboraat wordt toegepast als brandvertrager in polyvinylchloride, polyolefinen, polyamides, epoxyharsen, polyesters, thermoplastische elastomeren, rubbers, etc. In vlamvertragers kan het antimoon(III)oxide vervangen als synergist in zowel halogeenvrije als halogeenhoudende systemen.[3] Ook in sommige intumescents wordt zinkboraat toegepast.[4]
  - In op halogeengebaseerde vlamvertragers wordt zinkboraat toegepast in combinatie met antimoon(III)oxide en aluminiumhydroxide. Het katalyseert de vorming van zowel een laagje verkoold materiaal als een beschermende laag verglaasde stof. Zink katalyseert het vrijmaken van de halogenen door de vorming van zinkhalogenides en zinkoxyhalogenides.
  - In halogeenvrije systemen wordt zinkboraat gebruikt in combinatie met aluminiumhydroxyde, magnesiumhydroxide, rode fosfor of ammoniumpolyfosfaat. Gedurende de verbranding van plastics wordt een poreus keramisch boraat-materiaal gevormd dat beschermend werkt voor het onderliggende materiaal. In de aanwezigheid van silica kan bij de temperatuur van het brandende plastic borosilicaatglas gevormd worden.[5]
- In pigmenten heeft zinkboraat een synergistisch effect op zinkfosfaat en bariumboraat als corrosieremmer.
- Zinkboraat is een breed spectrum fungicide voor plastics en hout.[6]
- Zinkboraat werkt als flux in sommige keramische materialen. In elektrische isolatoren verbetert zinkboraat de keramische kwaliteit van het materiaal.
- Nanodeeltjes zinkboraat kunnen gebruikt worden voor de bovengenoemde toepassingen en zijn daarnaast bruikbaar om de eigenschappen van industriële smeermiddelen te verbeteren.[7]

## Gegevens van de verschillende vormen van zinkboraat
| Formule      | {\displaystyle {\ce {(ZnO)4.(B2O)6.7H2O}}} | {\displaystyle {\ce {(ZnO)2.(B2O3)3}}} | {\displaystyle {\ce {(ZnO)4.(B2O3).H2O}}} | {\displaystyle {\ce {(ZnO)4.(B2O3)6.7H2O}}} | {\displaystyle {\ce {(ZnO)2.(B2O3)2.3H2O}}} | {\displaystyle {\ce {Zn3B2O6}}} |
| Verh.formule | {\displaystyle {\ce {H14B12O17Zn4}}}       | {\displaystyle {\ce {B6O11Zn2}}}       | {\displaystyle {\ce {H2B2O8Zn}}}          | {\displaystyle {\ce {H14B12O23Zn4}}}        | {\displaystyle {\ce {H6B4O11Zn2}}}          | {\displaystyle {\ce {B2O6Zn3}}} |
| CAS-Nummer   | 138265-88-0                                | 12767-90-7                             | 149749-62-2                               | 1332-07-6                                   | 1332-07-6                                   | 10361-94-1                      |
| PubChem      | 56846126                                   |                                        |                                           |                                             |                                             | 167155                          |
| Mmolair      | 677,35                                     | 371,62                                 | 413,15                                    | 773,34                                      | 3556,04                                     | 313,76                          |